# Jordan Majchrzak
Jordan Majchrzak (ur. 8 października 2004 w Zawierciu) – polski piłkarz, występujący na pozycji napastnika w drużynie rezerw niemieckiego klubu VfB Stuttgart. Uczestnik Mistrzostw Europy U-19 2023.

## Statystyki

### Klubowe
(aktualne na 4 września 2023)
| Klub                | Sezonów | Liga        | Liga  | Liga   | Puchar krajowy | Puchar krajowy | Kontynentalne | Kontynentalne | Suma  | Suma   |
| Klub                | Sezonów | Liga        | Mecze | Bramki | Mecze          | Bramki         | Mecze         | Bramki        | Mecze | Bramki |
| ------------------- | ------- | ----------- | ----- | ------ | -------------- | -------------- | ------------- | ------------- | ----- | ------ |
| Legia II Warszawa   | 3       | III liga    | 13    | 1      | 0              | 0              | –             | –             | 13    | 1      |
| AS Roma             | 1       | Serie A     | 1     | 0      | 0              | 0              | –             | –             | 1     | 0      |
| Puszcza Niepołomice | 1       | Ekstraklasa | 7     | 0      | 0              | 0              | –             | –             | 7     | 0      |
|                     | Łącznie | Łącznie     | 21    | 1      | 0              | 0              | 0             | 0             | 21    | 1      |

## Sukcesy
(aktualne na 4 września 2023)

### Klubowe
AS Roma U-19:
- Młodzieżowy Puchar Włoch 2022/23